# Főzeléklencse
| Energia 353 kcal 1477 kJ |      |
| Szénhidrátok | 60 g |
| - Cukrok 2 g |      |
| - Étkezési rostok 31 g |      |
| Zsír | 1 g  |
| Fehérje | 26 g |
| Tiamin (B1-vitamin) 0.87 mg | 76%  |
| Vas 7.5 mg | 58%  |
| A százalékos értékek az amerikai felnőttek számára javasolt napi mennyiségre (RDA) vonatkoznak. Forrás: USDA tápanyag adatbázis |      |

A fenti adatoktól jelentősen eltér az USDA 2018-as adatbázisából származó értékek, ami alapján a fentivel éppen ellentétes táplálkozási javaslatok születtek;
Tápértékadatok
Főzeléklencse
A források többek között: USDA
| Mennyiség / 100 g  |
| Kalória (kcal) 116 |

| Lipidek 0,4 g       |
| Koleszterin 0 mg    |
| Nátrium 2 mg        |
| Kálium 369 mg       |
| Szénhidrát 20 g     |
| Étkezési rostok 8 g |
| Cukor 1,8 g         |
| Fehérje 9 g         |

| C-vitamin  | 1,5 mg | Kalcium   | 19 mg |
| Vas        | 3,3 mg | D-vitamin | 0 IU  |
| B6-vitamin | 0,2 mg | Kobalamin | 0 µg  |
| Magnézium  | 36 mg  |           |       |

A főzeléklencse (Lens culinaris) egyik legrégebbi kultúrnövényünk, Közép-Európában már a kőkorszak idején termesztették. Ázsia hegyvidékeiről terjedt el. A faj a lencse (Lens) növénynemzetségbe és a pillangósvirágúak (Fabaceae) családjába tartozik. 
A legnagyobb lencsetermelő országok: Kanada, India és Ausztrália. Európának főleg a déli, délkeleti részein, főleg a Földközi-tenger mentén fekvő országokban termesztik. Hazánkban vetésterülete csekély.

## Növénytani jellemzői
A lencse (Lens culinaris Medik.) morfológiailag nagyon hasonlít a bükkönyfélékhez, amelyekkel egyébként könnyen korcsosodik (Lencse-bükköny).
Egyéves, lágy szárú, önbeporzó. Gyökérzete 40–60 cm mélyre hatol a talajba. A nitrogéngyűjtő baktériumok gyökérgumói oldalgyökérzetén fejlődnek. Szárrendszere vékony, 35–50 cm magas, 2-3 élű. Levélzete párosan szárnyasan összetett, a felső levelek rendszerint kacsban végződnek. Az egész növény a hüvely kivételével pelyhesen szőrözött. Virágzata kevés virágú fürt. A párta színe lila vagy fehérlő (ez értékesebb). Május végétől július elejéig virágzik. Termése kopasz, majd megbarnuló trapéz alakú kis hüvely. Magva lapított, kerek, zöldessárga vagy barnás színű.

## Élettényezők iránti igénye
Kedveli a napsütést, hosszú nappalos növény, legjobban díszlik a mérsékelten meleg és nem szélsőségesen száraz vidékeken. A késői tavaszi fagyokkal szemben kevésbé érzékeny, ezért március első felében vethető. Kívánja ugyan a mérsékelt csapadékot, tartós esőzések után azonban érzékenyebb a betegségekre. A kis magvúak a száraz körülményeket jól bírják. A lazább szerkezetű jó táperejű talajokat kedveli, de sekély rétegű, termesztésre alkalmas talajon is jól díszlik, istállótrágyát nem igényel. A foszfor- és a káliumtrágyázást jobban meghálálja, mint a többi hüvelyes.

## Típusai
A mag nagysága alapján három változata van: nagymagvú, közepes magvú és kis magvú lencse. A kismagvú lencsék ezermagtömege 25-30 g, a magvak átmérője 4–5 mm-nél kisebb. Színük szürkés-zöld, vagy zöldes-sárga. Kiváló ízűek, könnyen fővők, vékony héjúak. Biztosan és bőven teremnek, korai érésükkel a zsizsikfertőzést megelőzik. A legtöbb tájfajtánk - 'Kalocsai', 'Nagylétai, 'Baranyai', 'Francia' - ide tartozik. Vízfelvevő képességük jó, ezért megfőzve csaknem olyan nagyok, mint a nagy magvúak. A közepes nagyságú lencsék ezermagtömege 30-35 g, magátmérője 4–6 mm. Színük többnyire sárgás-zöld. A nagymagvú lencsék ezermagtömege 50 g-nál több, a magvak átmérője 6 mm-nél nagyobb. Színük a fajtára jellemzően eltérő. Hazai fogyasztásra ezek a legkedveltebb lencsék.

## Termesztése
Főnövényként termesztik, mivel a területet március elejétől július közepéig veszi igénybe. Előnövénye valamennyi trágyázott kapásnövény, utónövényeként a legtöbb zöldségnövény szépen díszlik. Talaj-előkészítése az őszi ásás vagy szántás. Helyrevetését március legelején végezzük 3–6 cm mélyen. Tenyészterülete 24–30 cm (sortávolság) x 3–5 cm (tőtávolság).
Öntözést nem igényel. Júliusban történik a betakarítása, amikor az alsó hüvelyek sárgásbarna színűek és bennük a mag kemény. Teljes éréskor a mag könnyen pereg. Kora reggel, általában kézzel gyűjtik, csomókban szárítják, majd száraz helyen kiverik. Kedvezőtlen - csapadékos - időben egyenetlenül érik a lencse, ezért az érés elősegítése érdekében a lencsét deszikkálni kell. A permetezés a deszikálószertől függően a betakarítás előtt 5-14 nappal végezhető. Az elcsépelt magot még tisztítani és osztályozni kell, és csak azután tárolható. A lencseszalmát is be kell takarítani, ami a magtermés 1-1,5-szerese és kitűnő takarmány, ha nem tartalmaz növényvédőszer-maradványt.

## Kártevők, betegségek
A lencse káros gyomnövényei a bükkönyfélék, az apró szulák (Convolvulus arvensis) és a mogyorós lednek. Termést csökkentő gyomok a libatopfélék és a porcsin, továbbá az egyszikű gyomok. 
A gyökérrothadás megelőzhető jó minőségű alapozó talaj-előkészítéssel és a talaj jó megválasztásával. 
A peronoszpóra ellen gombaölőszer használatán kívül 4 éves vetésváltással védekezhetünk. Károsíthatja a lisztharmat és a szürkepenész. 
Kártevői közül a gabonaszipolyok jó alapozó talaj-előkészítéssel, lencsebimbó-gubacsszúnyog vetésváltással, megjelenése esetén a következő évben a tábla helyétől távoli táblába való vetéssel védekezhetünk. Károsítják még a levéltetvek, a barkók és a lencse zsizsik.

## Feldolgozása, hasznosítása
Házi, haszon-, iskola-, bemutató, hobbikiskertben ágyásnak, üde színfoltnak ültethető. Előtérnövénynek is alkalmas. Kötészetben is használható.

## Étkezési jelentősége
Étrendi hatása sokkal jobb a borsóénál és a babénál, 23% könnyen emészthető fehérjét, szabad aminosavakat, közte sok (1-2%) lizint tartalmaz. Keményítőértéke pedig 720 g/kg. Szénhidrát-, nyerszsír-, továbbá B1-, B2-vitamin, inozittartalma is jelentős. Polyvája, törekje jó takarmány. A lencse a pillangós vetésforgó fontos tagja is.
A főzeléklencsét vagy lencsét sok országban (például Anglia, India) megőrlik és lisztet készítenek belőle, ételek alkotórészeként is felhasználják. Lepényszerű, sült burgonya (crisp) állagú állapota is ismert, ami indiai éttermekben előétel, amelyből törve különböző édes mártásokból lehet mártogatni.
Magyarországon levesként illetve főzelékként elkészítve fogyasztják. A lencseleves és a lencsefőzelék tipikus újévi fogások: a lencse fogyasztása szimbolikusan szerencsét és gazdagságot hoz arra, aki újév napján eszik belőle. A lencsefőzelék gyakran készül füstölt hússal, habarással sűrítik be.

## Kultúra
A Bibliában az Ószövetségben, Mózes első könyvében olvashatjuk, hogy Ézsau eladta elsőszülöttségi jogát Jákobnak egy tál lencséért (1Mózes 25:27-34).